# Barão de Monte Córdova
Barão de Monte Córdova é um título nobiliárquico criado por D. Luís I de Portugal, por Decreto de 22 de Setembro de 1887, em favor de José António Martins.
Titulares
1. José António Martins, 1.º Barão de Monte Córdova.